# Flaga Tuvalu
Flaga Tuvalu została przyjęta 1 października 1978 po uzyskaniu niepodległości.

## Wygląd i symbolika
Flaga Tuvalu jest prostokątem o proporcjach 1:2 o błękitnym tle z dziewięcioma żółtymi gwiazdami położonymi ukośnie od prawego górnego narożnika do połowy szerokości. W kantonie znajduje się flaga Wielkiej Brytanii.
Szerokość pojedynczej gwiazdy wynosi ok. jednej dwunastej szerokości flagi. Gwiazdy są przedstawiane w różnej orientacji i ich układ odpowiada położeniu poszczególnych wysp archipelagu, które symbolizują.

## Próba zmiany
W styczniu 1996 wprowadzono nową flagę, bez Union Flag w kantonie. Niepopularność nowej flagi wywołała falę protestów pośród mieszkańców Tuvalu. Skutkiem protestów był powrót do starej wersji flagi 11 kwietnia 1997.

## Historyczne wersje flagi

Flaga Tuvalu z lat 1976–1978
Flaga Tuvalu od 1978–1995
Flaga Tuvalu od października do grudnia 1995
Flaga z lat 1996–1997